# John Anderson (3e vicomte Waverley)
Pour les articles homonymes, voir John Anderson.
John Desmond Forbes Anderson, 3e vicomte Waverley (né le 31 octobre 1949) est un pair britannique.

## Biographie
Il est le fils de David Anderson (2e vicomte Waverley) et de son épouse Lorna Ledgerwood, il fait ses études au Collège Malvern.
Lord Waverley épouse Anne Suzette Davidson en 1969. Il se remarie Ursula Helen Barrow en 1994.
Il succède à son père en 1990. Il est l'un des quatre-vingt-dix pairs héréditaires de la Chambre des lords élus pour rester après l'adoption de la House of Lords Act 1999, siégeant comme crossbencher.
Il s'intéresse particulièrement aux républiques d'Asie centrale du Kazakhstan, de l'Ouzbékistan, du Turkménistan, du Kirghizistan et du Tadjikistan, et travaille comme consultant auprès de la Middle East Consolidated Contractors Company (CCC). Il est honoré d'une chefferie yoruba au Nigéria et reçoit des décorations d'État du Kazakhstan, du Kirghizistan et de la Colombie.
Lord Waverley créé le site Web Parliament Revealed, pour expliquer le fonctionnement du Parlement britannique.